# Ambrose Puthenveettil
Ambrose Puthenveettil (* 21. August 1967 in Palliport (auch Pallippuram), Kerala) ist ein indischer Geistlicher und römisch-katholischer Bischof von Kottapuram.

## Leben
Ambrose Puthenveettil studierte Philosophie am Päpstlichen Institut St. Peter in Bangalore und Theologie am Collegium Canisianum in Innsbruck. An der Universität Innsbruck erwarb er das Lizenziat in Pastoraltheologie. Nach weiteren Studien wurde er an der Päpstlichen Universität Urbaniana in Rom im Fach Missionswissenschaft zum Dr. theol. promoviert. Am 11. Juni 1995 empfing er das Sakrament der Priesterweihe für das Bistum Kottapuram.
Nach der Priesterweihe war er für ein Jahr persönlicher Sekretär des Bischofs und anschließend bis 1998 in der Pfarrseelsorge tätig. Von 1998 bis 2001 war er Vizerektor des Knabenseminars St. Francis Assisi. Anschließend war er für seine weiterführenden Studien freigestellt. Von 2008 bis 2014 lehrte er als Professor am Päpstlichen Priesterseminar St. Joseph’s in Aluva, dessen Subregens er anschließend bis 2017 war. Von 2017 bis 2019 war er Rektor des Knabenseminars St. Antony’s und von 2019 bis 2022 Dompfarrer an der Kathedrale des Bistums Kottapuram sowie Dekan. Ab 2022 war er Rektor des Heiligtums St. Antony’s.
Papst Franziskus ernannte ihn am 30. November 2023 zum Bischof von Kottapuram. Der Erzbischof von Verapoly, Joseph Kalathiparambil, spendete ihm am 20. Januar des folgenden Jahres in der Kathedrale St. Michael in Kottapuram die Bischofsweihe. Mitkonsekratoren waren dessen Amtsvorgänger als Erzbischof von Verapoly, Francis Kallarakal, und sein Vorgänger als Bischof von Kottapuram, Joseph Karikkassery.